# ميغان بيرك
ميغان بيرك (بالإنجليزية: Meghann Burke)‏ (11 أكتوبر 1980 في الولايات المتحدة - ) هي لاعبة كرة قدم أمريكية في مركز حراسة المرمى. لعبت مع سكاي بلو وشيكاغو رد ستارز وBristol City W.F.C. ‏ وColorado Rapids Women ‏ وAsheville Splash ‏ وBoston Renegades ‏ وCarolina Courage ‏ وMemphis Mercury ‏ وRiver Cities Futbol Club ‏.

## وصلات خارجية
- ميغان بيرك على موقع Soccerway.com (الإنجليزية)